# Dampvalley-lès-Colombe
Dampvalley-lès-Colombe è un comune francese di 121 abitanti situato nel dipartimento dell'Alta Saona nella regione della Borgogna-Franca Contea.

## Società

### Evoluzione demografica
Abitanti censiti